# Eunidia quadrialbosignata
Eunidia quadrialbosignata är en skalbaggsart som beskrevs av Stefan von Breuning 1965. Eunidia quadrialbosignata ingår i släktet Eunidia och familjen långhorningar. Inga underarter finns listade i Catalogue of Life.